# Ало Бяренгруб
Ало Бяренгруб (ест. Alo Bärengrub, нар. 12 лютого 1984, Кехтна) — естонський футболіст, захисник клубу «Нимме Калью».
Насамперед відомий виступами за клуби «Флора» та «Буде-Глімт», а також національну збірну Естонії.

## Клубна кар'єра
У дорослому футболі дебютував 2000 року виступами за команду клубу «Леллє». 
Протягом 2001—2004 років захищав кольори команди клубу «Валга».
Своєю грою за останню команду привернув увагу представників тренерського штабу клубу «Флора», до складу якого приєднався 2004 року. Відіграв за талліннський клуб наступні три сезони своєї ігрової кар'єри. Більшість часу, проведеного у складі таллінської «Флори», був основним гравцем захисту команди.
У 2008 році уклав контракт з клубом «Буде-Глімт», у складі якого провів наступні два роки своєї кар'єри гравця. 
До складу клубу «Нимме Калью» приєднався 2011 року. Наразі встиг відіграти за талліннський клуб 68 матчів в національному чемпіонаті.

## Виступи за збірну
У 2004 році дебютував в офіційних матчах у складі національної збірної Естонії. Наразі провів у формі головної команди країни 39 матчів.

## Титули і досягнення
- Чемпіон Естонії (1):

«Нимме Калью»: 2012
- Володар Кубка Естонії (1):

«Нимме Калью»: 2014–15
- Володар Суперкубка Естонії (1):

«Флора»: 2004